# Ponte Mosca
Il ponte Mosca, uno dei ponti monumentali di Torino, è stato il primo ponte in pietra ad esser costruito nella città sabauda sulla Dora Riparia. Sorge in corso Giulio Cesare nel quartiere Aurora, in prossimità di Porta Palazzo.

## Storia

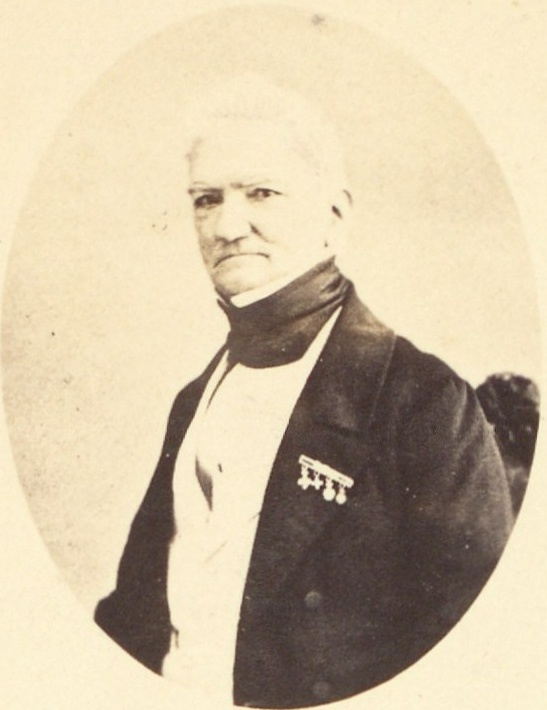
Carlo Bernardo Mosca, il progettista del ponte

La costruzione del ponte nacque dalla volontà, prima di Napoleone nel 1807 e pochi anni dopo del governo sabaudo, di realizzare un imponente e monumentale ingresso nella città in modo tale che si permettesse un agevole passaggio sulla Dora.
Fu così che nel 1818 fu redatto un piano di abbellimento della città che prevedeva, con l'abbattimento dei bastioni, la creazione di un grande piazzale allo sbocco dell'antica contrada d'Italia (l'attuale via Milano) e la prosecuzione della via fino ad oltre la Dora. Per superare il fiume, venne dato incarico all'architetto Carlo Bernardo Mosca di curare il progetto di un ponte in pietra che sostituisse l'inadeguata e non più funzionale struttura in legno che fino ad allora permetteva il guado del fiume.
Nel dicembre del 1823, alla presenza delle autorità e dei reali, fu posata la prima pietra, nella cui cavità furono sigillati un verbale della cerimonia e alcune monete dell'epoca. I lavori, preceduti da alterne vicende ed intervallati da interruzioni e ritardi, si conclusero il 15 agosto 1830, quando fu inaugurata l'opera architettonica più ardita della Torino ottocentesca.
Tale avveniristica struttura sollevò molte perplessità circa la sua staticità, prima e durante l'inaugurazione dell'opera: secondo un aneddoto, al fine di fugare ogni dubbio per i suoi detrattori, il costruttore si mise sotto il ponte, su una barca e con la propria famiglia, per dimostrare la bontà dell'opera; tanto è stata eccezionale questa realizzazione che ancora oggi è nelle stesse condizioni originali, ma con la differenza che rispetto al passato vi passano mezzi assai più pesanti ed ingombranti.
Per questa maestosa realizzazione si dovettero modificare le anse e i meandri naturali che l'alveo del fiume Dora Riparia formava nel tratto in prossimità del ponte da costruire; inoltre, considerato il peso della struttura in pietra, fu necessario predisporre una particolare armatura che ne evitasse il crollo al momento del disarmo.
All'epoca della sua inaugurazione, il ponte Mosca, considerato all'avanguardia dal punto di vista tecnico, costituiva un imponente ingresso alla città, ma anche il suo confine naturale verso nord.
Il moderno ponte venne denominato Mosca nel 1868, un anno dopo la morte dell'architetto che nel 1822 ne aveva curato il progetto e poi la realizzazione.
Anche il corso stradale che attraversava il fiume all'altezza del ponte assunse la stessa denominazione, rimanendo conosciuto come corso Ponte Mosca fino al 1937, quando la toponomastica cittadina ne modificò il nome in quello che tuttora è noto, cioè corso Giulio Cesare.

## Caratteristiche tecniche
La struttura architettonica, interamente realizzata in pietra di Malanaggio è lunga 45 metri, ma la sua lunghezza totale, comprendente i piazzali d'imbocco, raggiunge i 129 m. Il ponte ha una sola campata e presenta un arco fortemente ribassato con una freccia di soli 4,5 metri. I marciapiedi sono stati realizzati in pietra di Cumiana. La volta che crea il ponte è costituita da 93 corsi di conci in pietra da taglio perfettamente lavorata. L'arco del ponte è alleggerito da due strombature che disegnano sui lati un profilo ancora più ribassato (3,75 m. di freccia e 45 m. di luce).
La larghezza del ponte, di 13,70 m. è pari a quella di via Milano di cui costituisce una naturale prosecuzione, mentre la larghezza della carreggiata è di 8,90 m.
Il ponte è oggi adibito al transito di persone ed autoveicoli ed è percorso dalla linea tranviaria 4 .
Nelle notti dei fine settimana il ponte viene illuminato anche nell'arcata inferiore con un suggestivo effetto scenografico.

## Galleria d'immagini

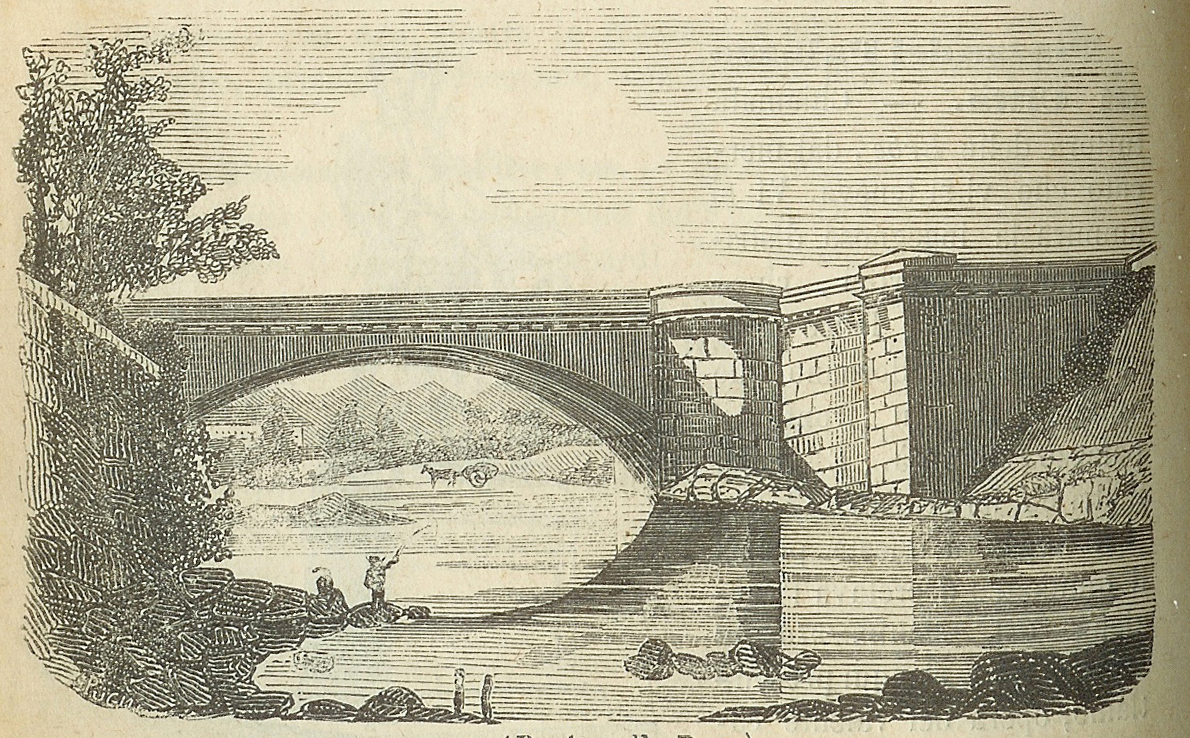
Incisione
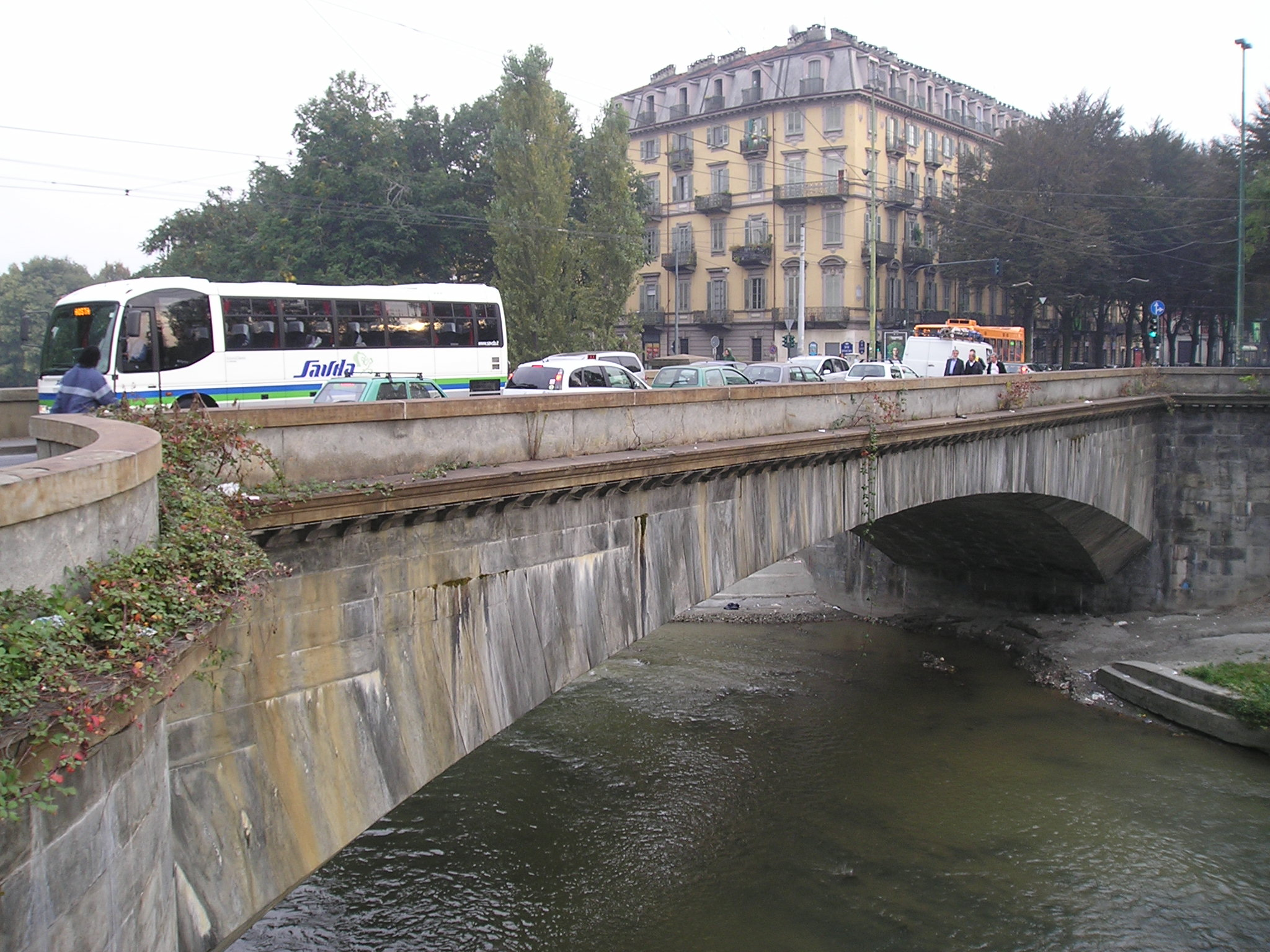
Una veduta del ponte Mosca
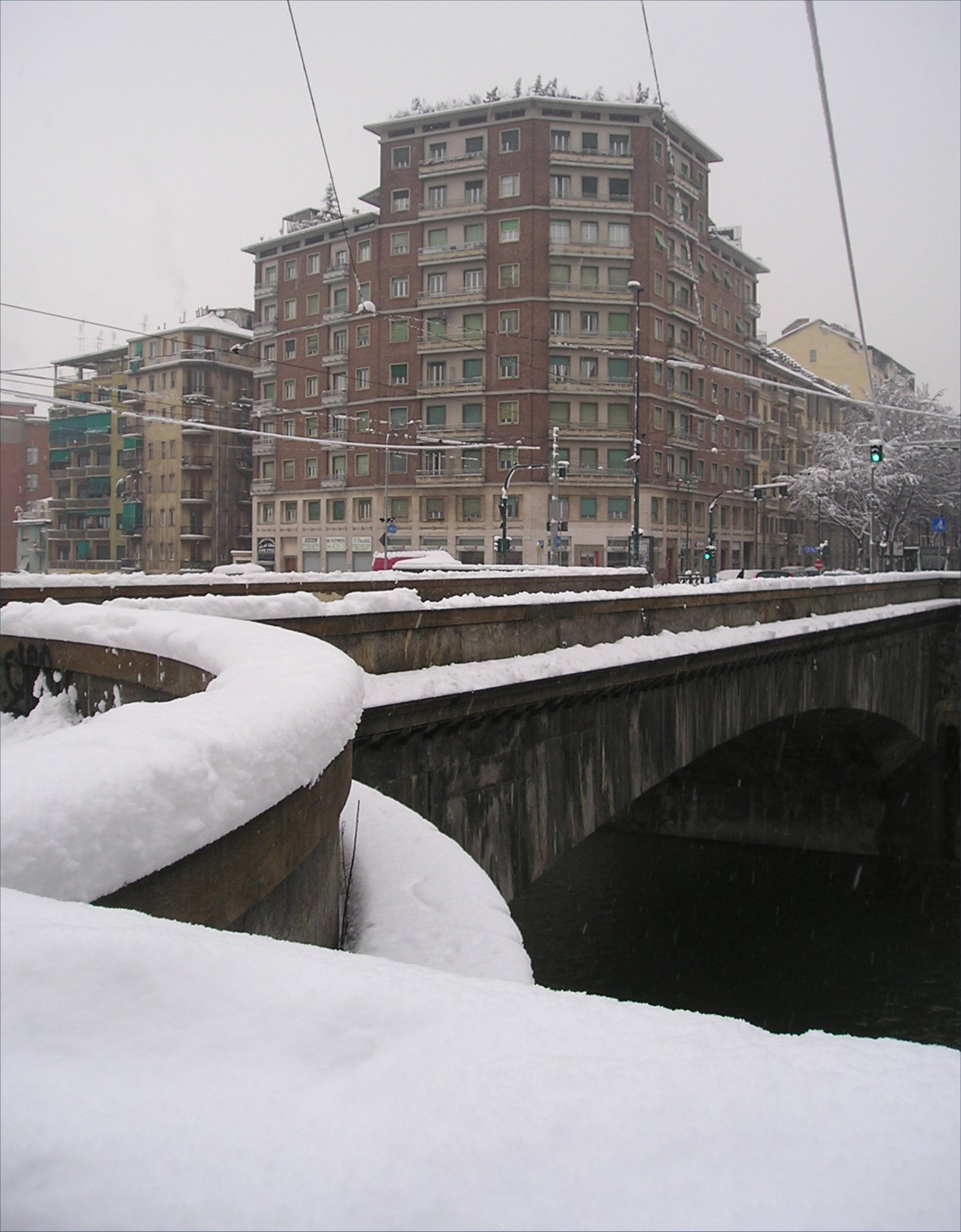
Vista sotto una fitta nevicata
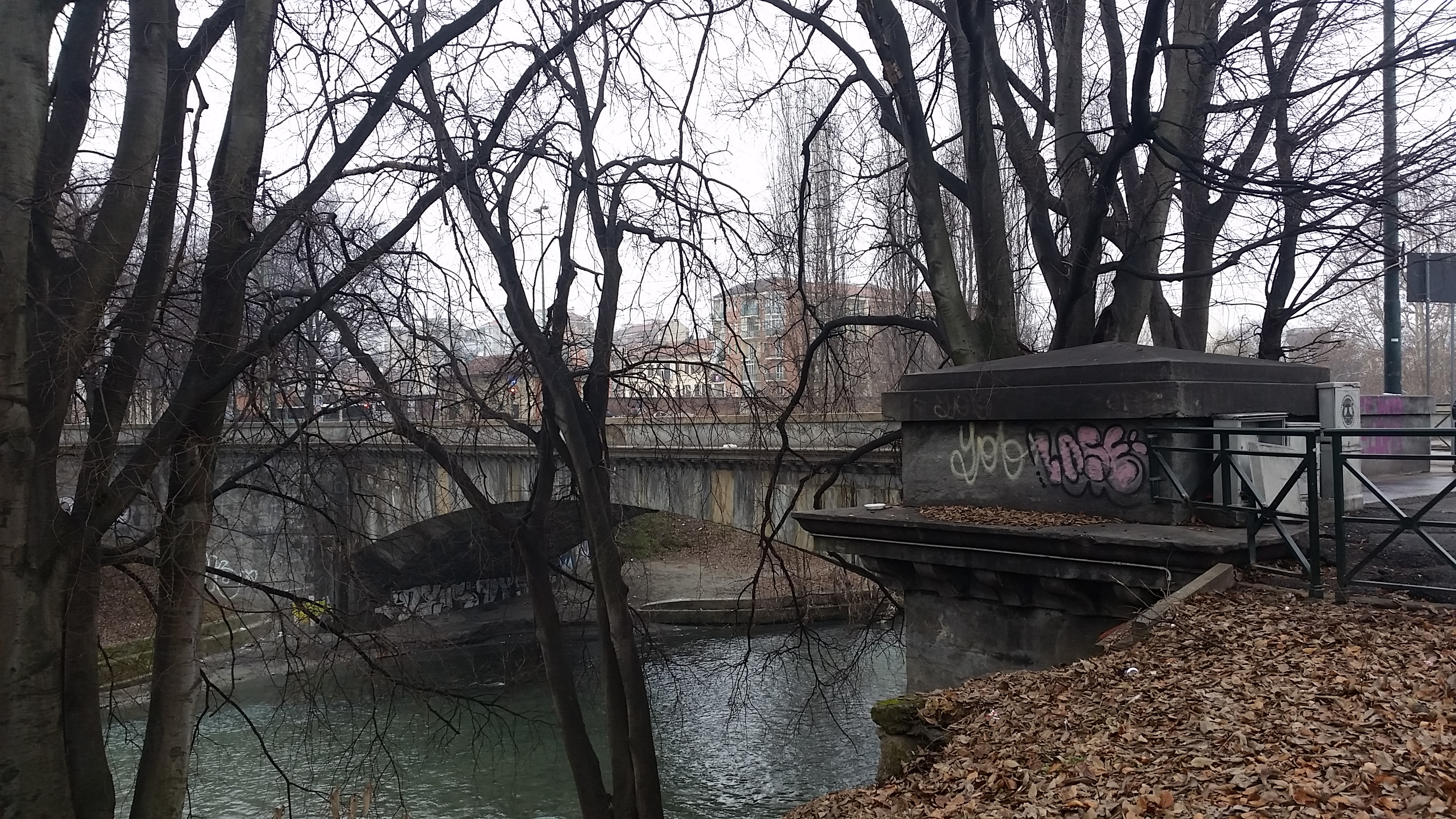
Ponte Mosca, Torino
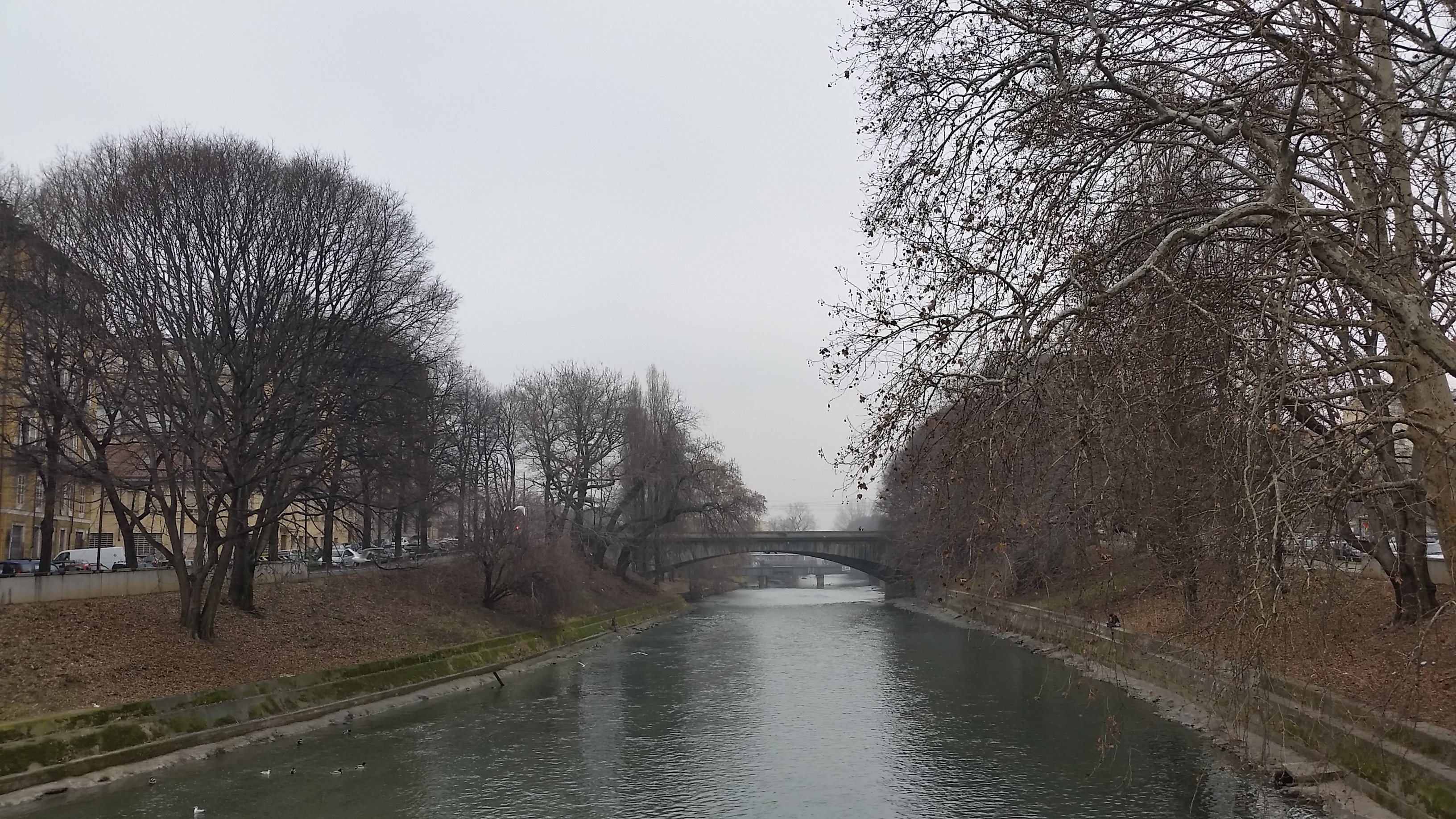
Vista panoramica